# Язык проектирования
Язык проектирования — это средство автоматизации проектирования систем.
Эффективность технологий проектирования во многом определяется совершенством языков проектирования, обеспечивающих общение специалистов разработчиков (проектировщиков). Унификация языков проектирования позволяет обмениваться программными средствами или их компонентами, сокращает затраты на освоение языков и на технологические средства автоматизации их использования, способствует переносимости и повышению качества программных средств.
Главными требованиями, предъявляемыми к системе языков проектирования, являются:
- технологичность разработки систем методом нисходящего проектирования;
- получение надёжных систем;
- мобильность систем, то есть переносимость программных компонент как для различных объектных, так и технологических ЭВМ;
- сопровождаемость систем в течение всего жизненного цикла;
- простоту написания программ, познаваемость их, удобство общения пользователя с технологической ЭВМ;
- рациональное разграничение использования средств языка на различных этапах проектирования систем между различными группами проектировщиков, системными программистами, настройщиками кросс-систем на конкретные ЭВМ, разработчиками функциональных программ и специалистами по комплексированию программных компонент.

Наиболее известные языки проектирования на 2009 год:
- Языки проектирования аппаратуры
  - VHDL
  - Verilog
  - SystemC
- Дракон
- UML

Также существуют средства проектирования на базе:
- Handel-C
- CatapultC